# Katie Allen
Kate Ruth Allen (Adelaida, 28 de febrero de 1974) es una exjugadora y entrenadora australiana de hockey sobre césped.

## Trayectoria
Allen se consagró campeona del Champions Trophy en 1995, 1997 y 2003. En 1994 se coronó campeona del mundo, al derrotar a Argentina, en la final del Mundial de Dublín. En 1998 obtuvo el bicampeonato del mundo al vencer en la final a Países Bajos en el Mundial  de Utrecht. Allen participó en los Juegos Olímpicos de Sídney 2000 y en los Juegos Olímpicos de Atenas 2004. En su primera participación olímpica ganó la medalla de oro, al derrotar a Argentina en la final.